# Brachystomella hawaiiensis
Brachystomella hawaiiensis är en urinsektsart som beskrevs av Riozo Yosii 1965. Brachystomella hawaiiensis ingår i släktet Brachystomella och familjen Brachystomellidae. Inga underarter finns listade.